# ゾフィー・エステルハージ＝リヒテンシュタイン
ゾフィー・マリア・ヨーゼファ・フォン・ウント・ツー・リヒテンシュタイン（Sophie Mária Josepha Prinzessin von und zu Liechtenstein, Gräfin Esterházy von Galántha、1798年9月5日 - 1869年6月17日）はリヒテンシュタイン家の侯女で、ハンガリー貴族のヴィンチェンツ・エステルハージ・デ・ガランタ伯爵の妻。女官長としてオーストリア皇后エリーザベトに仕えたことで知られている。

## 生涯
ヨハン1世ヨーゼフとその妻のフュルステンベルク＝ヴァイトラ方伯夫人ヨーゼファの間の第3子、次女として生まれた。父はオーストリア軍の陸軍中将（Feldmarschalleutnant）であった。
1817年にヴィンチェンツ・エステルハージ・デ・ガランタ伯爵と結婚するが、二人の間に子供は生まれなかった。
やがて、ゾフィーは皇帝フランツ・ヨーゼフ1世の母ゾフィー大公妃に女官として仕えるようになる。
フランツ・ヨーゼフがバイエルン公女エリーザベトと結婚すると、皇后付き首席女官に任命され、義母ゾフィー大公妃にかわって、若き皇后のお目付け役となり、エリーザベトの宮廷儀礼違反を逐一大公妃に報告し、エリーザベトから煙たがられた。
彼女は皇帝夫妻の新婚旅行やボヘミア・モラヴィア訪問に同行したが、皇后が療養のためにマデイラ島を滞在した際は同行せず、大公妃の指示で、皇后が産んだ皇女ギーゼラと皇太子ルドルフの養育を担当した。
1862年、皇帝夫妻のヴェネツィア訪問に同行した際に、首席女官を解任され、先にウィーンに戻った。皇帝フランツ・ヨーゼフ1世は自ら彼女に別れを告げ、彼女の功績に感謝し、感謝のしるしとして、彼女の肖像画が描かれた豪華なブレスレットを彼女に贈った。後任にはパウラ・フォン・ケーニヒスエック＝アウレンドルフ伯爵夫人が選ばれた。
ゾフィーは、1869年6月にウィーンで亡くなり、ヴラナウにあるリヒテンシュタイン家の地下霊廟に埋葬された。ヴラナウで行われた彼女の葬儀には皇帝夫妻も参列した。